# Rouilly-Saint-Loup
Rouilly-Saint-Loup – miejscowość i gmina we Francji, w regionie Grand Est, w departamencie Aube.
Według danych na rok 1990 gminę zamieszkiwało 507 osób, a gęstość zaludnienia wynosiła 45 osób/km².